# رابرت وینستون
رابرت موریس لیپسون وینستون، بارون وینستون (به انگلیسی: Robert Maurice Lipson Winston, Baron Winston) (زاده ۱۵ ژوئیه ۱۹۴۰)، استاد دانشگاه، پزشک، دانشمند، مجری تلویزیون و سیاستمدار است.